# Edgar Games
Edgar Games González (Jiquilpan de Juárez, Michoacán, México; 20 de febrero de 2001) es un futbolista mexicano. Juega como mediocampista y su equipo es el Jaguares de Chiapas de la Liga Premier MX.

## Trayectoria
Inició su carrera como jugador de las fuerzas básicas de la categoría sub-13 del Club Santos Laguna en el 2014, con quienes logró el subcampeonato del Torneo Verano 2014 al perder la final contra Guadalajara. En el 2015 subió a la categoría sub-15 en donde se mantuvo durante dos temporadas y obtuvo un nuevo subcampeonato al perder la final del Apertura 2016 en penales contra Atlas. A partir del 2017 comenzó a jugar con la categoría sub-17 y se consagró bicampeón al ganar las finales de los torneos Apertura 2017 y Clausura 2018 contra Pumas y Pachuca respectivamente. Para la segunda mitad del 2019 fue inscrito como jugador de la sub-20.
El 30 de julio de 2019 debutó con el primer equipo en un partido de Copa ante Correcaminos que terminó en empate a un gol. Casi un mes después, el 25 de septiembre, hizo su debut en primera división al entrar de cambio en lugar Diego Valdés en la victoria ante Veracruz por marcador de 5-0. El 24 de noviembre anotó su primer gol como profesional en el empate como visitante ante Toluca. En diciembre se coronó campeón de la categoría sub-20 al derrotar a Tijuana por marcador global de 2-1.

## Palmarés

### Campeonatos nacionales
| Título                            | Equipo                    | País   | Año    |
| --------------------------------- | ------------------------- | ------ | ------ |
| Primera División de México Sub-17 | Club Santos Laguna Sub-17 | México | A-2017 |
| Primera División de México Sub-17 | Club Santos Laguna Sub-17 | México | C-2018 |
| Primera División de México Sub-20 | Club Santos Laguna Sub-20 | México | A-2019 |